# Colombe de la paix
Pour les articles homonymes, voir Colombe (homonymie).

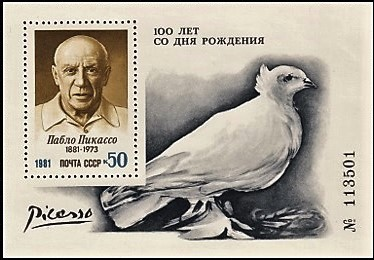
La Colombe de la Paix de Picasso sur un timbre soviétique de 1981.

La Colombe de la paix est un dessin sur affiche de Pablo Picasso réalisé en 1949. Il est exposé au musée d'Art moderne de Paris.

## Construction
En février 1949, soit quelques années après la Seconde Guerre mondiale un Congrès mondial des partisans de la paix par le Mouvement mondial des partisans de la paix se tient à la salle Pleyel à Paris. Picasso est alors membre du Parti communiste, comme de nombreux intellectuels. D'après la petite histoire rapportée par La Croix, « Aragon, l'un des organisateurs de l'événement soutenu par de nombreuses organisations communistes, se serait adressé à son ami Pablo Picasso, pour lui demander un dessin ». Picasso trace alors le profil d'une colombe en s'inspirant des pigeons blancs qu'il garde en cage dans son atelier.

## Symbolique chrétienne
Cette colombe évoque l'histoire de l'arche de Noé racontée dans la Bible. En effet, l'oiseau — envoyé par Noé par trois fois pour voir la fin du Déluge — rapporte une feuille d'olivier, ce qui signifie à Noé que la terre est débarrassée des eaux. Dieu a dirigé la colombe vers l'arche de Noé. Selon le journal La Croix, « la blancheur et la légèreté de l'oiseau évoquent depuis l'Antiquité l'espoir et le retour à la paix ».

## Engagement politique
Picasso n'a pas toujours été un artiste engagé pour la paix, du moins publiquement. On ne lui découvrit son investissement qu'après la guerre d'Espagne et la Seconde Guerre mondiale, immenses charniers humains qui le touchèrent au plus profond de lui. En réalité, il est dès 1901 proche des groupes libertaires radicaux et il intègre même les cercles anarchistes de Barcelone. Cette amitié et ce partage de valeurs date du retour des soldats espagnols de la guerre hispano-américaine de 1898, à laquelle il aurait dû participer si son oncle ne lui avait pas payé les frais d'exemption. Il comprit dès cette époque que les guerres n'amènent rien de mieux que la mort et le deuil.
Picasso déclare lui-même à cette époque : « Je n'ai jamais considéré la peinture comme un art de simple agrément de distraction. Ces années d'oppression terribles m'ont démontré que je devais combattre non seulement pour mon art mais aussi pour ma personne. »

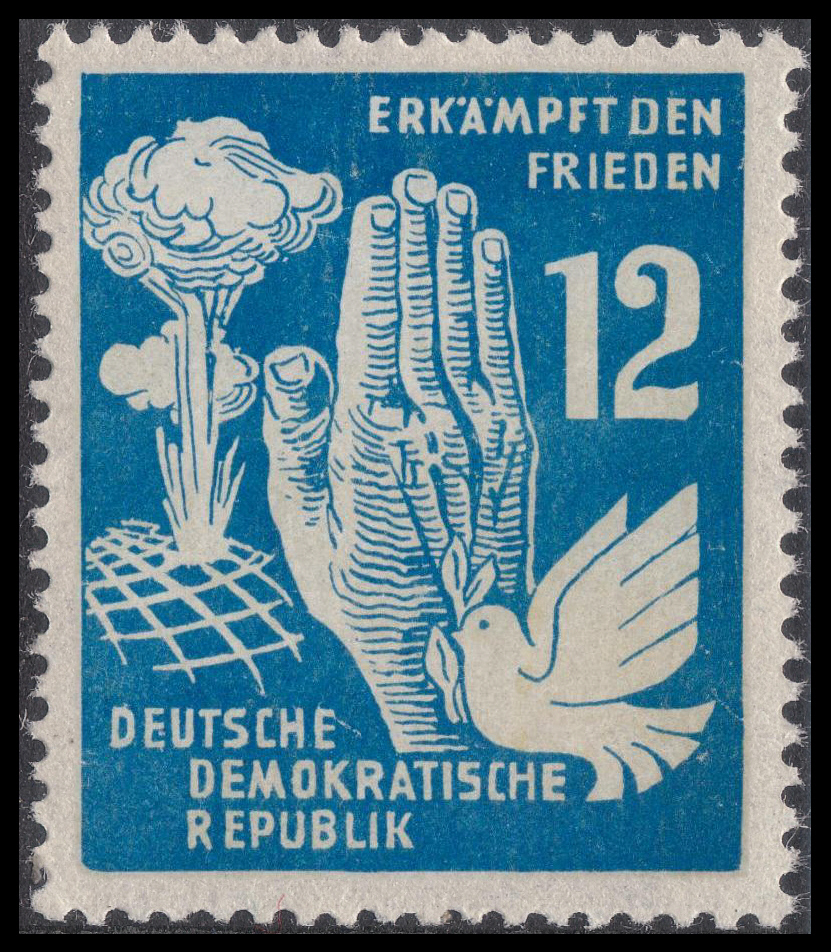
Timbre de l'Allemagne de l'Est (1950).

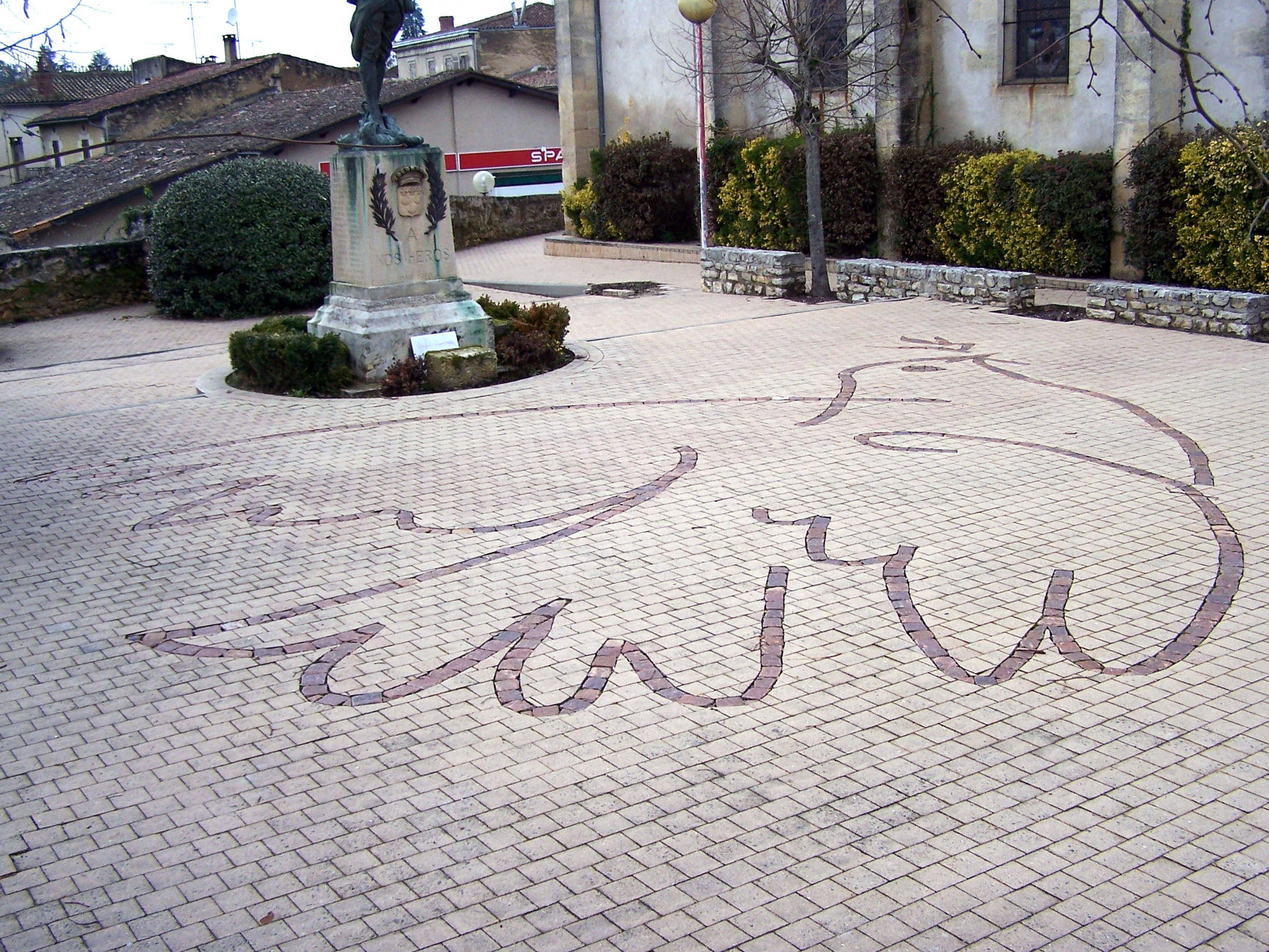
La colombe de la paix reproduite sur le parvis du monument aux morts de Saint-Pierre-d'Aurillac en Gironde (France).

Au printemps de la même année, la colombe de Picasso est apposée sur tous les murs des villes d'Europe. Par la suite, le symbole sera abondamment utilisé dans la propagande du Mouvement de la paix, en particulier afin d'illustrer les affiches des congrès du Conseil mondial de la paix. La contre-propagande anticommuniste de l'officine Paix et Liberté détournera l'image de la colombe en la transformant en char d'assaut soviétique qu'elle nomme Paloma, mot qui signifie « colombe » en espagnol.
En 1975, la colombe est reprise sur l'emblème de l'année internationale des femmes des Nations unies. Il est par la suite repris par plusieurs institutions onusiennes, comme lors de la convention sur l'élimination de toutes les formes de discrimination à l'égard des femmes, pour la Force intérimaire des Nations unies au Liban ou encore l'ONU Femmes.

## Anecdote
Picasso réalise le dessin de la Colombe de la paix en 1949, année de naissance de sa fille, Paloma Picasso, « paloma » signifiant « colombe » en espagnol. Paloma aura une fille qu'elle appellera Paz, signifiant Paix en espagnol. Pourtant Picasso fut amusé de la réception de sa colombe : « Il [Aragon] n'y connaît rien, la douceur des colombes quelle blague ! Il n'y a pas d'animaux plus cruels. J'ai eu ici des colombes qui ont tué a coups de bec une petite pigeonne qui ne leur plaisait pas. Elles lui ont crevé les yeux et l'ont déchiquetée, c'était affreux ! Quel symbole pour la paix. » À noter aussi que l'oiseau dessiné par Picasso est plus proche du pigeon que de la colombe. En effet, les deux oiseaux font partie de la même famille : les columbidae. Et contrairement à ce qu'on pourrait penser, la différence entre les deux oiseaux est ténue puisque officiellement le seul facteur distinctif est la taille. Une colombe est donc un petit pigeon, et le pigeon est une grande colombe.

## Représentation du symbole
La colombe de la paix a pour code Unicode U+1F54A (dans le bloc 1F300–1F5FF) :
- U+1F54A 🕊 colombe de la paix (HTML : &#128330;)